# Bangkaloa Ilir
Bangkaloa Ilir is een bestuurslaag in het regentschap Indramayu van de provincie West-Java, Indonesië. Bangkaloa Ilir telt 5259 inwoners (volkstelling 2010).